# Jaskółka (architektura)
Jaskółka – element architektoniczny umieszczony na dachu, doświetlający poddasze. Jaskółka składa się z trójkątnej powierzchni frontowej, w której umieszczone jest okno, oraz dwóch symetrycznych połaci łączących ją z dachem głównym. Jest elementem charakterystycznym dla architektury regionalnej - w krajobrazie miejskim bardziej typowa jest pełniąca podobną funkcję lukarna.